# 袁祖亮
袁祖亮（1944年11月—），汉族，河南南阳人，中华人民共和国政治人物，中国民主促进会会员。曾担任十一届全国政协常务委员、民进中央常委、河南省委主委。2008年，当选第十一届全国政协常务委员，代表中国民主促进会，分入第九组。